# Cerithioidea
Cerithioidea is een superfamilie van weekdieren uit de klasse van de Gastropoda (slakken).

## Taxonomie
De volgende taxa zijn bij de superfamilie ingedeeld:
- Familie Batillariidae Thiele, 1929
- Familie  † Brachytrematidae Cossmann, 1906
- Familie Cerithiidae Fleming, 1822
- Familie Dialidae Kay, 1979
- Familie Diastomatidae Cossmann, 1894
- Familie  † Eustomatidae Cossmann, 1906
- Familie Hemisinidae P. Fischer & Crosse, 1891
- Familie  † Ladinulidae Bändel, 1992
- Familie Litiopidae Gray, 1847
- Familie  † Maoraxidae Bändel, Gründel & Maxwell, 2000
- Familie Melanopsidae H. Adams & A. Adams, 1854
- Familie Modulidae R Fischer, 1884
- Familie Pachychilidae P. Fischer & Crosse, 1892
- Familie Paludomidae Stoliczka, 1868
- Familie Pelycidiidae Ponder & Hall, 1983
- Familie Pickworthiidae Iredale, 1917
- Familie Planaxidae Gray, 1850
- Familie Pleuroceridae P. Fischer, 1885 (1863)
- Familie  † Popenellidae Bändel, 1992
- Familie Potamididae H.Adams & A. Adams, 1854
- Familie  † Procerithiidae Cossmann, 1906
- Familie  † Prostyliferidae Bändel, 1992
- Familie  † Propupaspiridae Nützel, Pan & Erwin, 2002
- Familie Scaliolidae Jousseaume, 1912
- Familie Semisulcospiridae Morrison, 1952[2]
- Familie Siliquariidae Anton, 1838
- Familie Thiaridae Gill, 1871 (1823)
- Familie Turritellidae Lovén, 1847
- Niet ingedeeld bij een familie:
  - Geslacht Microstilifer Warén, 1980

### Synoniemen
- Amphimelaniidae P. Fischer & Crosse, 1891 => Melanopsidae H. Adams & A. Adams, 1854
- Anaplocamidae Dall, 1921 => Pleuroceridae P. Fischer, 1885 (1863)
- Aplodontidae Kuroda, 1933 => Modulidae P. Fischer, 1884
- Archimediellidae Starobogatov, 1982 => Turritellidae Lovén, 1847
- Aylacostomatinae Parodiz, 1969 => Hemisinidae P. Fischer & Crosse, 1891
- Bathanaliidae Ancey, 1906 => Hauttecoeuriinae Bourguignat, 1885
- Bittiidae => Bittiinae Cossmann, 1906
- Ceriphasiidae Gill, 1863 => Pleuroceridae P. Fischer, 1885 (1863)
- Cerithideidae Houbrick, 1988 => Potamididae H. Adams & A. Adams, 1854
- Ellipstomatidae Hannibal, 1912 => Pleuroceridae P. Fischer, 1885 (1863)
- † Faxiidae Ravn, 1933 => Sherborniinae Iredale, 1917
- Finellidae Thiele, 1929 => Scaliolidae Jousseaume, 1912
- Fossaridae A. Adams, 1860 => Fossarinae A. Adams, 1860
- Giraudiidae Bourguignat, 1885 => Hauttecoeuriinae Bourguignat, 1885
- † Glauconiidae Pchelintsev, 1953 =>  † Cassiopidae Beurlen, 1967
- Hemisininae P. Fischer & Crosse, 1891 => Hemisinidae P. Fischer & Crosse, 1891
- Hilacanthidae Bourguignat, 1886 => Hauttecoeuriinae Bourguignat, 1885
- Lavigeriidae Thiele, 1925 => Paludomidae Stoliczka, 1868
- Limnotrochidae Ancey, 1906 => Hauttecoeuriinae Bourguignat, 1885
- Melanatriidae Thiele, 1921 => Pachychilidae P. Fischer & Crosse, 1892
- Melaniidae Children, 1823 => Thiaridae Gill, 1871 (1823)
- Melanoididae Ihering, 1909 => Thiaridae Gill, 1871 (1823)
- Nassopsidae Kesteven, 1903 a=> Hauttecoeuriinae Bourguignat, 1885
- Obtortionidae Thiele, 1925 => Scaliolidae Jousseaume, 1912
- † Omalaxidae Cossmann, 1916 =>  † Omalaxinae Cossmann, 1916
- Pachymelaniidae Bandel & Kowalke, 1999 => Hemisinidae P. Fischer & Crosse, 1891
- Paramelaniidae J. E. S. Moore, 1898 => Hauttecoeuriinae Bourguignat, 1885
- Potadomatidae Pilsbry & Bequaert, 1927 => Pachychilidae P. Fischer & Crosse, 1892
- † Prisciphoridae Bandel, Gründel & Maxwell, 2000 =>  † Brachytrematidae Cossmann, 1906
- Pyrazidae Hacobjan, 1972 => Batillariidae Thiele, 1929
- Reynellonidae Iredale, 1917 => Pickworthiinae Iredale, 1917
- Rumellidae Ancey, 1906 =>  Hauttecoeuriinae Bourguignat, 1885
- Spekiidae Ancey, 1906 => Hauttecoeuriinae Bourguignat, 1885
- Strepomatidae Haldeman, 1864 => Pleuroceridae P. Fischer, 1885 (1863)
- Styliferinidae Bandel, 1992 => Litiopidae Gray, 1847
- Syrnolopsidae Bourguignat, 1890 => Hauttecoeuriinae Bourguignat, 1885
- Telescopiidae Allan, 1950 => Potamididae H. Adams & A. Adams, 1854
- Tenagodidae Gill, 1871 => Siliquariidae Anton, 1838
- † Terebrellidae Delpey, 1941 =>  † Metacerithiidae Cossmann, 1906
- Tiphobiidae Bourguignat, 1886 => Hauttecoeuriinae Bourguignat, 1885